# Hans Buchheit
Hans Buchheit, eigentlich Johann, (* 20. Juli 1878 in Zweibrücken; † 30. September 1961 in Hamburg) war ein deutscher Kunsthistoriker.

## Leben
Hans Buchheits Eltern waren der Brauereibesitzer Johann Buchheit und dessen Frau Therese geb. Offenbach. Er besuchte von Juli 1889 bis Ostern 1897 das Königliche Gymnasium in Leipzig. Als Primaner wechselte er an das Gymnasium Bipontinum in Zweibrücken. Er studierte zunächst Volkswirtschaft an der Universität Würzburg bei Lujo Brentano. 1900 wurde er im Corps Rhenania Würzburg aktiv. Als Inaktiver ging er an die Ludwig-Maximilians-Universität München, um Kunstgeschichte zu studieren. Auf Grund seiner Dissertation Landshuter Tafelgemälde des 15. Jahrhunderts und der Landshuter Maler Hans Wertinger, genannt Schwabmaler wurde er 1907 in München zum Dr. phil. promoviert.
Die nächsten Jahre wirkte er als Assistent, Konservator und Hauptkonservator am Bayerischen Nationalmuseum in München. Im Ersten Weltkrieg war er Soldat im Deutschen Alpenkorps.
1920 wurde Buchheit von der württembergischen Landesregierung als Direktor der Staatlichen Kunstsammlungen nach Stuttgart berufen, wo er den Auftrag erhielt, die Staatssammlung und den Kunstbesitz des enteigneten Fürstenhauses nach neuzeitlichen musealen Methoden zu ordnen und zu archivieren. Er wurde dadurch zum Schöpfer des Stuttgarter Schlossmuseums, des jetzigen Württembergischen Landesmuseums.
Am 1. November 1931 kehrte er als Direktor an das Bayerische Nationalmuseum zurück, dem er 15 weitere Jahre vorstand. Durch den Ausbau des Museums hat er wesentlich dazu beigetragen, den Ruf Münchens als Kunststadt zu festigen. Als Museologe folgte er modernen Ausstellungskonzepten: „Seine Museums-Säle hat er statt nach dekorativen, nach architektonischen Gesichtspunkten und in kulturgeschichtlicher Abfolge gruppiert, die Überfüllung gemildert oder beseitigt, jedes Ausstellungsobjekt im Raum zur Geltung gebracht.“
In einem Nachruf gab Fridolin Solleder an, Buchheit habe aus seiner „Abneigung gegen die Bestrebungen des 3. Reiches … kein Hehl“ gemacht. Er sei „mit Entschiedenheit“ dem Abriss des Hubertusbrunnens auf dem Platz vor dem Nationalmuseum 1937 entgegengetreten. Neuere Publikationen verweisen jedoch darauf, dass Buchheit 1938, nach den Novemberpogromen an einer Besprechung mit dem Münchner Gauleiter Adolf Wagner teilnahm, deren Ergebnis die „Anordnung zur Sicherstellung jüdischen Kulturgutes“ war. Catrin Lorch zitierte in der Süddeutschen Zeitung aus einem Dankschreiben der Gauleitung an Buchheit, das explizit versprach, die „Wünsche des Nationalmuseums“ bei der „Aufteilung der Gegenstände … weitgehendst (zu) berücksichtigen“.
Durch die von ihm angeordnete rechtzeitige Auslagerung der meisten Museumsschätze blieb der Bestand trotz der massiven Kriegseinwirkungen bis auf einen Teil der Bassermannschen Uhrensammlung erhalten.
Buchheit war einer der profundesten Kenner auf dem Gebiet der Kulturgeschichte, der Trachten-, Kostüm-, Wappen- und Familienkunde, der Ritter- und Ordensgesellschaften, der Schmuck- und Ordensbeigaben und gefragter Spezialist für das süddeutsche Kunstgewerbe und die altdeutschen Malerei sowie für die Miniaturmalerei.
Er war, in Zusammenarbeit mit anderen Wissenschaftlern, Herausgeber zahlreicher Kataloge, die den Kunstbestand des Nationalmuseums und des süddeutschen Raumes grundlegend aufarbeiteten. Mit der Jubiläumsausstellung und dem Ausstellungskatalog Unbekannte Kunstwerke in Münchner Privatbesitz stellte er erstmals Privatsammlungen in das Zentrum wissenschaftlicher Aufmerksamkeit und überraschte mit Rang und Wert derselben selbst ausgewiesene Experten.
Buchheit war ein akribischer Forscher mit detektivischem Gespür, wenn es darum ging, Monogrammisten zu entschlüsseln, unbekannte Gemälde Künstlern zuzuordnen oder abgebildete Personen zu identifizieren, unechte und verfälschende Zugaben auszusondern. Eberhard Hanfstaengl erinnerte sich an Buchheits Referate auf den berühmten Fälscher-Kongressen, in denen sich seine besondere Begabung im Aufspüren von Kunstfälschungen zeigte.
1947 trat Buchheit in den Ruhestand. Die Ehrungen, die seiner Arbeit zuteilwurden, sind zahlreich. Er war Mitglied der Bayerischen Akademie der Wissenschaften und des Verwaltungsrates des Germanischen Nationalmuseums in Nürnberg. Die Pfälzer Gesellschaft zur Förderung der Wissenschaften und der Historische Verein der Pfalz ernannten ihn zu ihrem Ehrenmitglied und die Württembergische Landeskunstsammlung zu ihrem Ehrenkonservator.
Dem deutschen Sport war Buchheit zeitlebens eng verbunden. Bereits 1909 wurde er als Fechter Mitglied im Kösener SC. Er gehörte zu den Begründern des Verbandes der Deutschen Leichtathletik und des Deutschen Fußball-Bundes, für den er jahrelang als bekannter und anerkannter Schiedsrichter ehrenamtlich tätig war. Von 1901 bis 1904 hielt Buchheit als Deutscher Meister mit 6,51 Metern den Rekord im Weitsprung.
Knapp ein Jahr nach dem Tod seiner Frau verstarb Hans Buchheit im Alter von 84 Jahren. Er wurde in Zweibrücken, im Grab seiner Eltern, die er bereits mit elf Jahren verloren hatte, in aller Stille beigesetzt.

## Schriften (Auswahl)
- Landshuter Tafelgemälde des XV. Jahrhunderts und der Landshuter Maler Hans Wertinger genannt Schwabmaler, Dissertation Leipzig 1907.
- mit Karl Voll, Heinz Braune: Katalog der Gemälde des Bayerischen Nationalmuseums, München 1908.
- Emailarbeiten von Peter Boy, Porträtminiaturen von J. F. Douven. Ein Beitrag zur Konographie des Hauses Wittelsbach, in: Beiträge zur Geschichte des Niederrheins Bd. 23 (1911), S. 186ff.
- Katalog der Miniaturbilder im Bayerischen Nationalmuseum, München 1911.
- mit Carlo Jeannerat: Katalog der Miniaturen-Ausstellung, veranstaltet vom Kunstverein München in Verbindung mit dem Verein bayerischer Kunstfreunde, München 1912.
- Antiquitäten, Möbel und Vertäfelungen (16. bis 18. Jahrhundert), Gobelins, Teppiche, Gemälde Alter Meister, Farbstiche u. Anderes aus der Sammlung Georg Hirth, Teil 3, Bd. 1, München 1918.
- mit Rudolf Oldenbourg: Das Miniaturenkabinett der Münchener Residenz, Katalog, München 1921.
- Miniaturen aus der Sammlung Gustav von Klemperer, Katalog, Dresden 1928.
- mit Georg Lill: Hans Leinberger, Hans Stethaimer: Ausstellung in Landshut in der herzoglichen Stadtresidenz zum 500jährigen Jubiläum der St. Martinskirche 25. Juni bis 25. Juli 1932, Ausstellungskatalog, Landshut 1932.
- mit Hubert Wilm, Max Goering: Sammlung Georg Schuster, München Versteigerungskatalog, Julius Böhler, München 1938 . (Digitalisat).
- Kunsthandwerk des Mittelalters, München 1949 (= Bilderhefte des Bayerischen Nationalmuseums München Nr. 3).
- Unbekannte Kunstwerke im Münchner Privatbesitz. Festschrift zum 90jährigen Bestehen des Münchener Altertumsverein e.V., München 1954.